# Рендаль, Клас Вильгельм
Клас Вильгельм Рендаль (швед. Clas (Claes) Wilhelm Rendahl; 4 апреля 1848, Эльместад, лен Йёнчёпинг — 12 февраля 1926) — шведский органист, композитор, музыкальный педагог.

## Биография
В 1868 году сдал экзамен на органиста, в 1871 году — выпускной экзамен консерватории. Преподавал музыку в школе в Карлстаде (1871—1913), одновременно с 1877 года — органист карлстадского собора. С 1901 года председательствовал в шведском обществе органистов и канторов.
29 ноября 1900 года был избран членом Королевской академии музыки.

## Творчество
Автор фортепианных и органных произведений, полифонических песен, кантат и т. п. Опубликовал сборник хоралов Ф. Хеффнера с транспонированными им песнями (1889).

## Награды и признание
Медаль наук и искусств (1922).